# Vale de Toranzo
O vale de Toranzo é um vale do centro da Cantábria, na comarca dos Vales Pasiegos, Espanha, orientado na direção sul-norte, perpendicular ao mar Cantábrico, e percorrido pelo rio Pas. Ao final do mesmo encontra-se o porto del Escudo. É conhecido pela sua riqueza natural e pelas grutas de arte rupestre do monte Castillo, como Las Monedas e La Pasiega, bem como a destacada estação arqueológica de La Espina del Gallego.
No passado tinha populações de corças, cervos, lobos, javalis, raposas e lebres, as quais se conservam em parte.

## História
Na última época das Astúrias de Santillana o vale de Toranzo estava dividido eclesiasticamente em duas vigariarias das treze que reunia a diocese de Santander: a de Piélagos, com 3 paróquias no vale, e a de Toranzo, com 25 paróquias, que ocupava o resto do vale. Durante o Antigo Regime pertenceu, como senhorio, à casa dos Marqueses de Aguilar de Campo.

## Gastronomia
São típicos os sobaos e queijadas, além de encontrar-se bom cozido montanhês e vinho torancês.